# Twee krabben
Twee krabben (Two Crabs) is een schilderij van de Nederlandse kunstschilder Vincent van Gogh, in olieverf op doek, 47 bij 61 centimeter groot. Het werd geschilderd in januari 1889 te Arles en toont twee rode krabben op een groene achtergrond. Het werk bevindt zich in de National Gallery te Londen.
Van Gogh werd geïnspireerd door Japanse prenten die hij van zijn broer Theo van Gogh ontving. In 1887 maakte Van Gogh een vergelijkbaar werk genaamd Een op zijn rug liggende krab.